# یوکو گوروما
یوکو گوروما (به ژاپنی: 横車)-(به انگلیسی: Yoko guruma) یکی از فنون و تکنیک‌های دستهٔ ناگه-وازا رشتهٔ ورزشی جودو است که در زیردستهٔ سوتمی-وازا دسته‌بندی می‌شود. 